# Jan Gerritsz van Bronckhorst

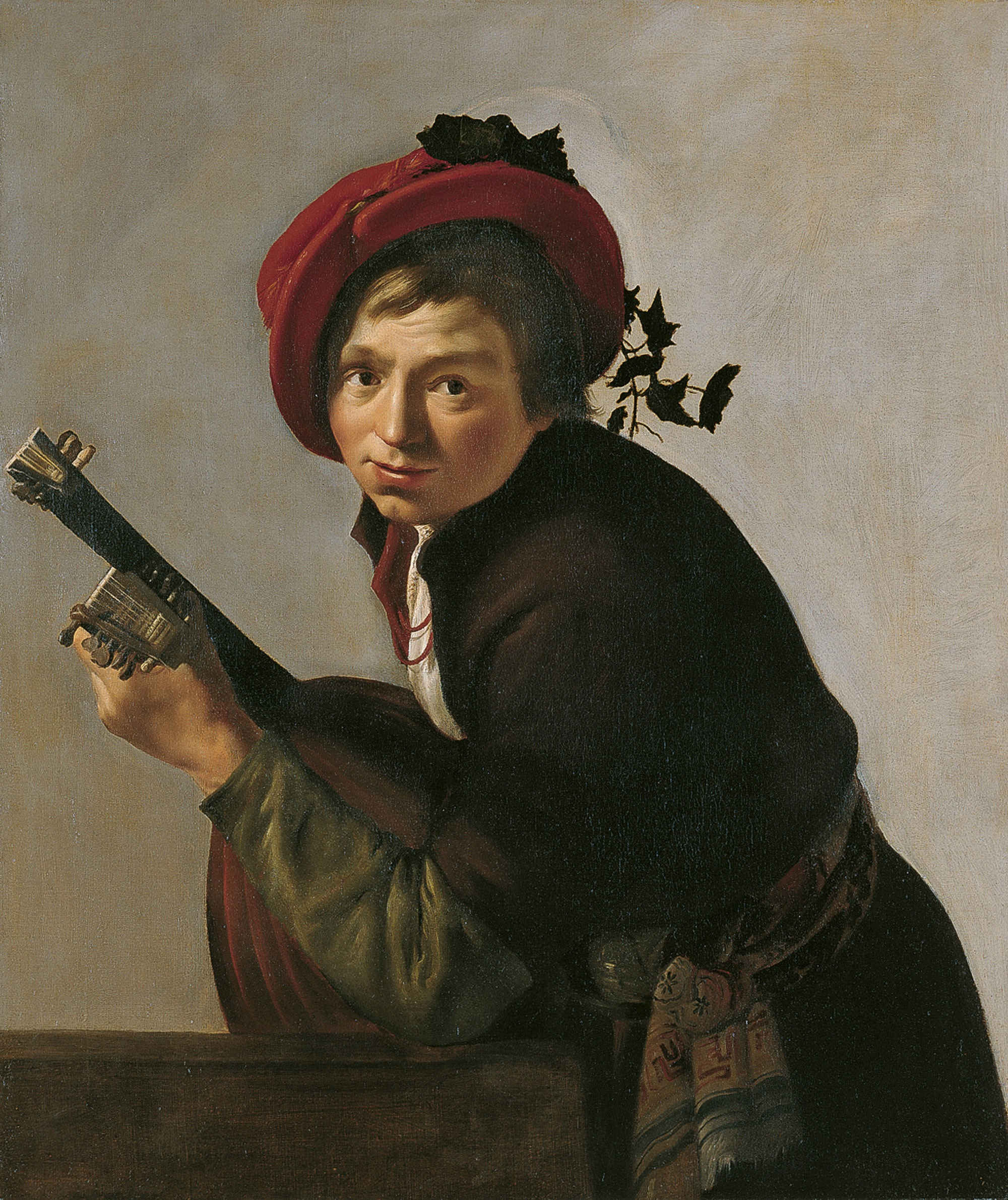
Jove tocant la tiorba, oli sobre llenç, 97,8 x 82,6 cm, Madrid, Museu Thyssen-Bornemisza.

Jan Gerritsz van Bronckhorst o Bronchorst (Utrecht, ca. 1603–Amsterdam, 1661) va ser un pintor barroc neerlandès relacionat amb el caravaggisme de l'escola d'Utrecht
Nascut a Utrecht probablement el 1603, fill d'un jardiner, el 1614 es va col·locar com a aprenent amb Jan van der Burch, pintor sobre cristall, amb qui va passar poc més d'un any. Va continuar els seus estudis possiblement a Brussel·les, amb un mestre que es desconeix, i després a Arràs on va estar divuit mesos entre 1620 i 1622 formant-se amb un altre pintor de vidrieres, Peter Mathysz. Va anar després a París, on va estudiar amb un altre especialista en la pintura de cristall conegut senzillament com a Chamu. El 10 d'agost de 1622 es trobava de retorn a Utrecht, on va adquirir el dret de ciutadania i va contreure matrimoni el 1626. A Utrecht es va dedicar inicialment a la realització de dibuixos per a vidrieres i tapissos amb altres tasques menors, com la confecció escuts d'armes, però en contacte amb el caravaggista Gerrit van Honthorst i animat per Cornelis van Poelenburgh, els quadres del qual va gravar, es va orientar a la pintura de cavallet i el gravat, especialitzant-se en la pintura de gènere, principalment músics, concerts a l'aire lliure i pastorals, juntament amb motius mitològics i religiosos.
El 18 de maig de 1639 va ingressar en el gremi de Sant Lluc, manifestant així la seva voluntat d'iniciar una nova etapa en la seva activitat artística, encara que la primera pintura datada és ja de 1642. El 1647 es va traslladar a Amsterdam, on el gener de 1652 va adquirir la ciutadania. Sense abandonar la pintura sobre cristall —encarregat de la decoració de les vidrieres de la Nieuwe Kerk— va rebre altres importants encàrrecs, com la pintura d'alguns plafons del sostre del Stadhuis, el palau real d'Amsterdam, amb el que va arribar a reunir una considerable fortuna.